# Elapidae
Elapidae é uma família de répteis escamados da subordem Serpentes, conhecidas popularmente como "cobras". Os elapídeos são serpentes peçonhentas do tipo proterógrafa, isso é, não possuem presa movel e sim um dente inoculardor. Podem ser encontradas em climas tropicais e sub-tropicais. O seu tamanho varia entre 18 cm (Drysdalia) e 6 m (Ophiophagus). O grupo inclui cerca de 231 espécies, tais como a naja, cobra-coral e a mamba-negra.

## Gêneros
- Acalyptophis Boulenger, 1869
- Acanthophis Daudin, 1803
- Aipysurus Lacépède, 1804
- Aspidelaps Fitzinger, 1843
- Aspidomorphus Fitzinger, 1843
- Astrotia Fischer, 1855
- Austrelaps Worrell, 1963
- Boulengerina Dollo, 1886
- Bungarus Daudin, 1803
- Cacophis Günther, 1863
- Calliophis Gray, 1834
- Demansia Gray, 1842
- Dendroaspis Schlegel, 1848
- Denisonia Krefft, 1869
- Drysdalia Worrell, 1961
- Echiopsis Fitzinger, 1843
- Elapognathus Boulenger, 1896
- Elapsoidea Bocage, 1866
- Emydocephalus Krefft, 1869
- Enhydrina Gray, 1849
- Ephalophis M. A. Smith, 1931
- Furina Duméril, 1853[2]
- Hemachatus Fleming, 1822
- Hemiaspis Fitzinger, 1861
- Hemibungarus Peters, 1862
- Homoroselaps Jan, 1858
- Hoplocephalus Wagler, 1830
- Hydrelaps Boulenger, 1896
- Hydrophis Latreille, 1801
- Kerilia Gray, 1849
- Kolpophis M. A. Smith, 1926
- Lapemis Gray, 1835
- Laticauda Laurenti, 1768
- Leptomicrurus Schmidt, 1937
- Loveridgelaps McDowell, 1970
- Micropechis Boulenger, 1896
- Micruroides Schmidt, 1928
- Micrurus Wagler, 1824
- Naja Laurenti, 1768
- Notechis Boulenger, 1896
- Ogmodon Peters, 1864
- Ophiophagus Günther, 1864
- Oxyuranus Kinghorn, 1923

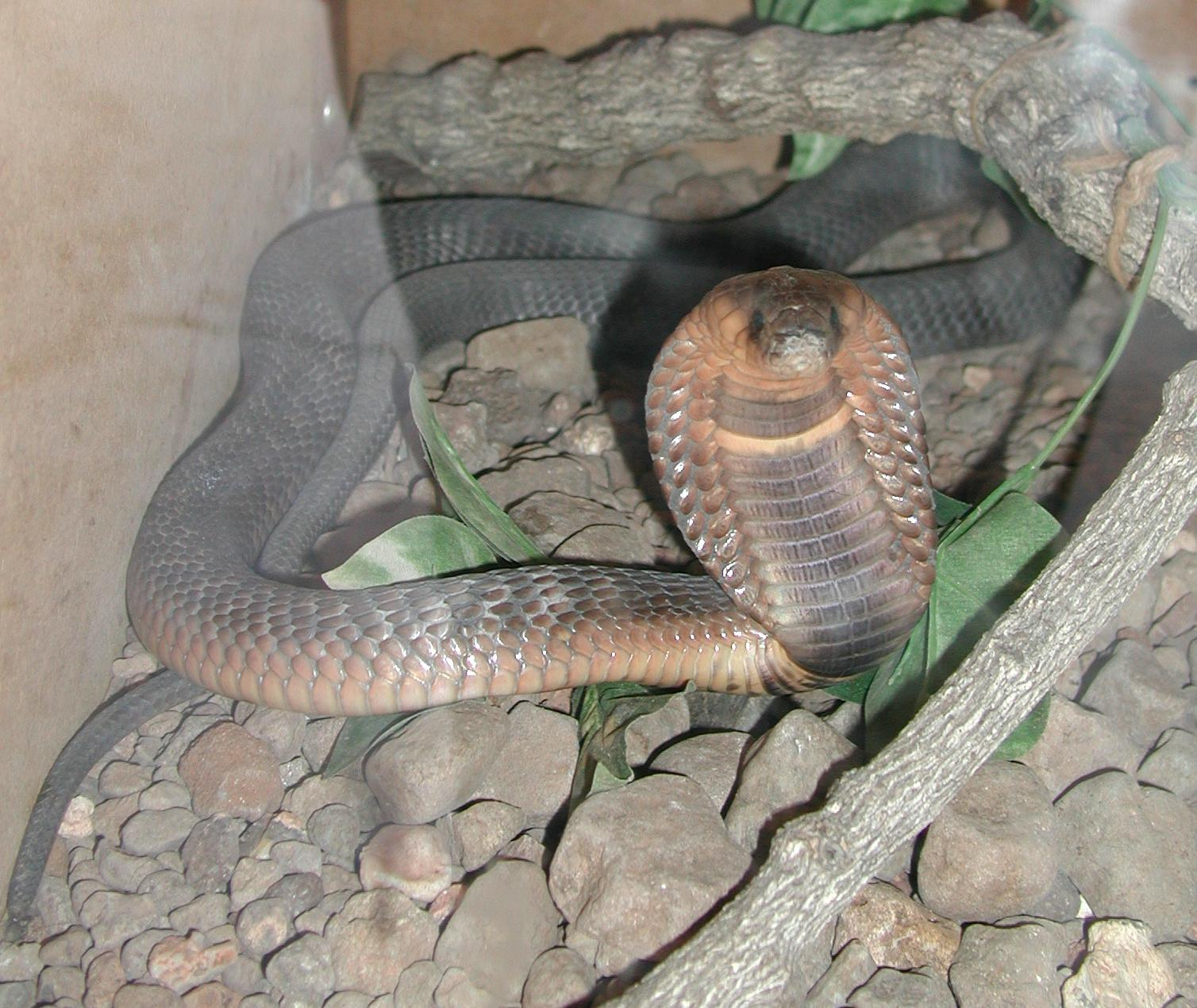
Naja egípcia (Naja haje) em cativeiro.

- Parahydrophis Burger e Natsuno, 1974
- Paranaja Loveridge, 1944
- Parapistoclamus Roux, 1934
- Pelamis Daudin, 1803
- Praescutata Wall, 1921
- Pseudechis Wagler, 1830
- Pseudohaje Günther, 1858
- Pseudonaja Günther, 1858
- Rhinoplocephalus Müller, 1885
- Salomonelaps McDowell, 1970
- Simoselaps Jan, 1859
- Sinomicrurus Slowinski et al., 2001
- Suta Worrell, 1961
- Thalassophis P. Schmidt, 1852
- Toxicocalamus Boulenger, 1896
- Tropidechis Günther, 1863
- Vermicella Gray in Gunther, 1858
- Walterinnesia Lataste, 1887